# Osiek nad Notecią
Osiek nad Notecią (niem. Netzthal) – wieś w Polsce położona w województwie wielkopolskim, w powiecie pilskim, w gminie Wyrzysk.

## Toponimika
Najprawdopodobniej nazwa wsi oznacza system międzyplemiennych umocnień przygranicznych. W 1926 roku proboszcz z Nakła nad Notecią Ignacy Geppert wydał rozprawkę Dzieje Ziemi Nakielskiej aż do pierwszego rozbioru Polski, w której napisał: „Osiekami nazywano warowne schroniska w pobliżu głównych gościńców, bądź to na wyniesieniach, bądź też na urwiskach względnie na półwyspach. Przy zakładaniu osieków bardzo uważano na bliskość stojącej lub płynącej wody, dającej nieraz pewną obronę z boku lub z tyłu, niemniej łatwość dowozu żywności lub ucieczki czółnami w czasie pogromu, a zawsze możliwość dostania potrzebnej wody do picia, do przyrządzania posiłku. Kto zna położenie Osieka, ten rozumie doskonale jego pierwotne przeznaczenie.” Istnieje jeszcze legendarne wytłumaczenie nazwy wsi. Według niej, w zamierzchłych czasach na tereny obecnego Osieka nad Notecią przybyła grupa pierwszych osadników. Zastała ona teren bujnie porośnięty roślinnością. By się tu osiedlić, musiano najpierw tę roślinność osiec (skosić). Stąd, według legendy, pochodzi obecna nazwa wsi.

## Położenie
Osiek nad Notecią leży 40 km na wschód od Piły i 5 km na południe od Wyrzyska, na skraju Doliny Noteci oddzielającej Pojezierze Wielkopolskie od Pojezierza Pomorskiego. Od wschodu graniczy z rzeką Łobżonką. Nieopodal Osieka znajduje się Dębowa Góra (192,4 m n.p.m.). Przez wieś przebiega droga wojewódzka nr 242 oraz Linia kolejowa nr 18 Piła – Kutno ze stacją Wyrzysk Osiek.
| SIMC    | Nazwa | Rodzaj    |
| ------- | ----- | --------- |
| 0533512 | Pracz | część wsi |

## Historia
Pierwsza wzmianka o Osieku nad Notecią pochodzi z 1378 roku. Wieś należała do parafii wyrzyskiej. Była własnością szlachecką aż do roku 1783, kiedy to Karol Rydzyński został zmuszony do sprzedaży swojego majątku. W latach 1807–1815 miejscowość znajdowała się w granicach Księstwa Warszawskiego. W 1851 roku do użytku oddano stację kolejową, co spowodowało gwałtowny rozwój Osieka. W zaborze pruskim (1875–1920) i podczas okupacji niemieckiej wieś nosiła nazwę niemiecką Netzthal, zmienioną w 1942 na Netztal. Do niepodległej Polski wieś przywrócono na mocy traktatu wersalskiego w 1920 roku. W okresie międzywojennym osieczanie borykali się z problemem braku kościoła katolickiego. W 1924 roku siłą przejęty został zbór ewangelicki. Skandal ten stał się głośny w całych Niemczech. W 1925 roku utworzono w Osieku parafię pw. św. Józefa. Dopiero po upływie 11 lat ukończono budowę świątyni, w 1942 roku zamienionej przez hitlerowców na magazyn broni. Niemcy przejęli wieś już w pierwszym dniu drugiej wojny światowej i przemianowali ją na Netzthal (tak brzmiała nazwa miejscowości pod pruskim zaborem w latach 1875–1920). 22 stycznia 1945 roku oddział radziecki, liczący 28 osób, dotarł do Osieka i został zaatakowany przez niemieckich żołnierzy. Mimo rozpaczliwej obrony Rosjan hitlerowcy zwyciężyli. 26 stycznia 1945 roku do Osieka wkroczyły wojska radzieckie. Po wojnie zmienił się charakter wsi – z rolniczego na przemysłowy. W latach 1975–1998 Osiek należał do województwa pilskiego. W 1994 roku odsłonięto obelisk ku czci czterech żołnierzy poległych nad Notecią w 1919 roku.
W latach 1954–1972 wieś była siedzibą gromady Osiek nad Notecią.

## Osiedla Osieka nad Notecią
- Pracz – wschodnia część wsi. Do kwietnia 1935 roku stanowiła odrębną miejscowość[4].
- Tokio – osiedle domków jednorodzinnych. Miejsce rozegrania w 1964 roku Igrzysk Olimpijskich Sportowców Wiejskich[10].
- Ceramiczne
- Leśne
- Berlinek – osiedle domków jednorodzinnych. Zabudowa poniemiecka.

## Igrzyska Olimpijskie Sportowców Wiejskich
II Igrzyska Olimpijskie Sportowców Wiejskich „TOKIO k. Wyrzyska odbyły się w dniach 12–13 września 1964 roku. Po zakończeniu I Igrzysk w Rzymie k. Żnina szukano miejscowości o nazwie Tokio. Ponieważ w Osieku na początku lat 60. XX wieku budowano osiedle Tokio, podjęto decyzję o organizacji kolejnej imprezy w tej miejscowości. W ramach przygotowań do Igrzysk przebudowano stadion sportowy. Starano się zachować ceremoniał: sztafeta przybiegła z ogniem olimpijskim, znicz zapalił olimpijczyk Klemens Biniakowski, a zawody otworzył ambasador Japonii Ichiro Kawasaki.

## Organizacje działające na terenie Osieka nad Notecią
- Stowarzyszenie Menos – organizacja pozarządowa, której celem jest sfera działań w obszarze rozwoju społeczności lokalnej[11][12]
- Ochotnicza Straż Pożarna, powstała w 1909 roku[13]
- Koło Gospodyń Wiejskich "Bławatki" Osiek nad Notecią

## Turystyka i rekreacja
- Muzeum Kultury Ludowej – skansen etnograficzny,
- Rezerwat przyrodniczy "Zielona Góra" na stokach Dębowej Góry,
- kościół św. Józefa z 1936 roku[8]
- stadion TSK "Orzeł" Osiek
- Obelisk XV Pułku Ułanów Wielkopolskich.

Przez wieś przebiega Szlak rowerowy R1, łączy wieś m.in. z pobliskimi Nakłem, Piłą, Trzcianką i Bydgoszczą.